# Écoles de langue roumaine en Transnistrie

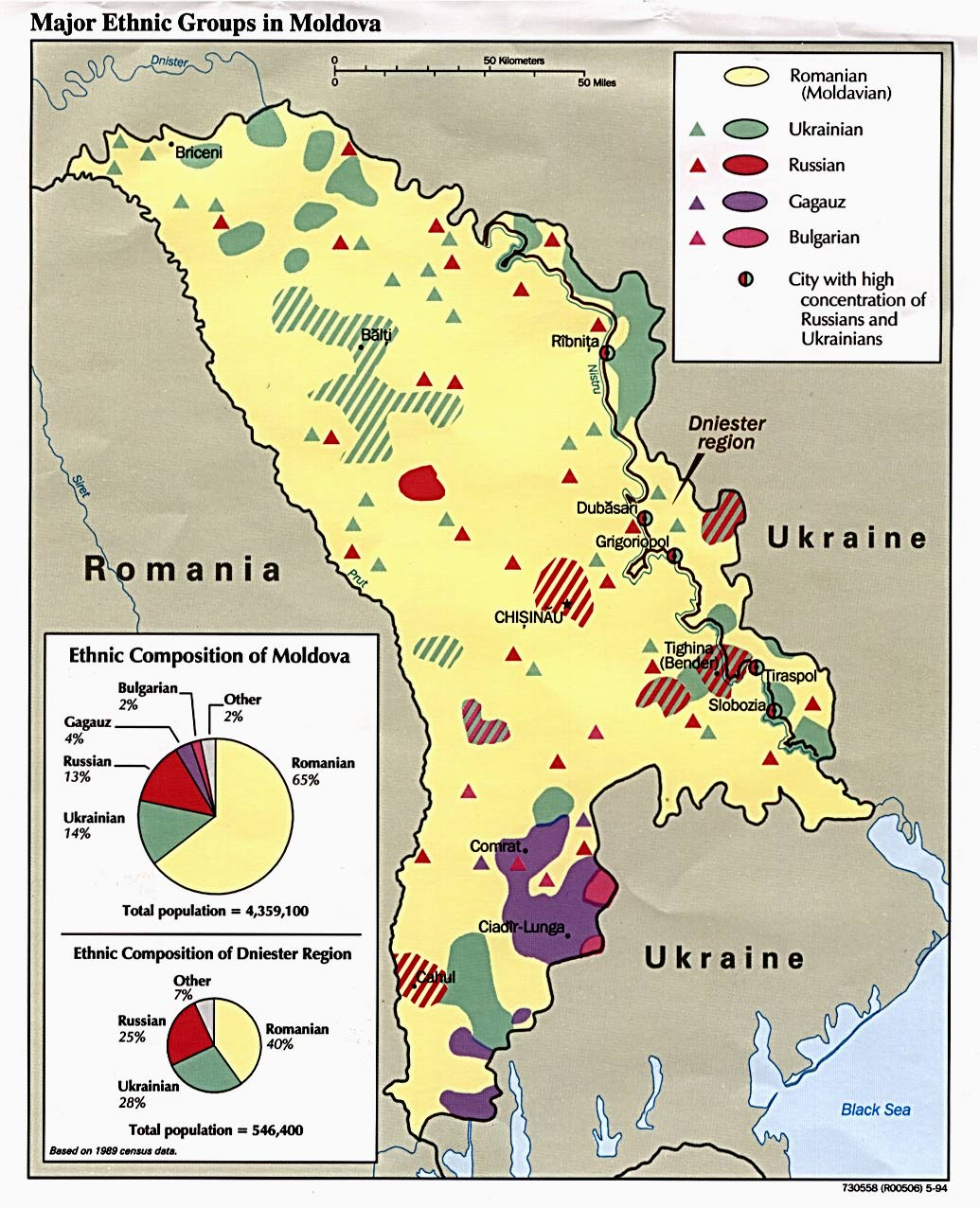
Groupes ethniques de la RSS de Moldavie (le prédécesseur de la Moldavie moderne) en 1989, y compris la rive gauche du Dniestr, selon le dernier recensement soviétique de 1989.

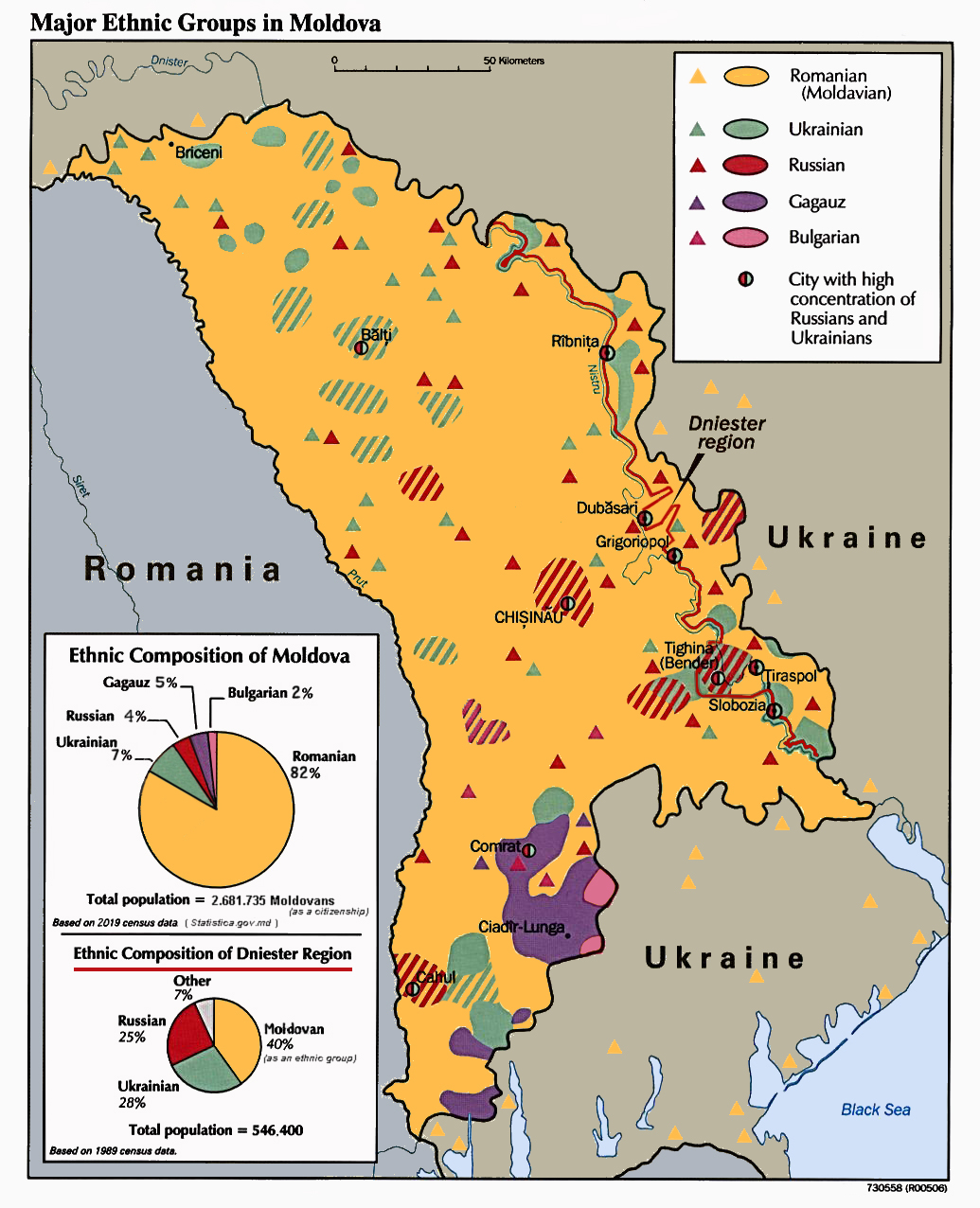
Groupes ethniques de Moldavie en 2019, y compris la Transnistrie, selon le rechensement de 2019.

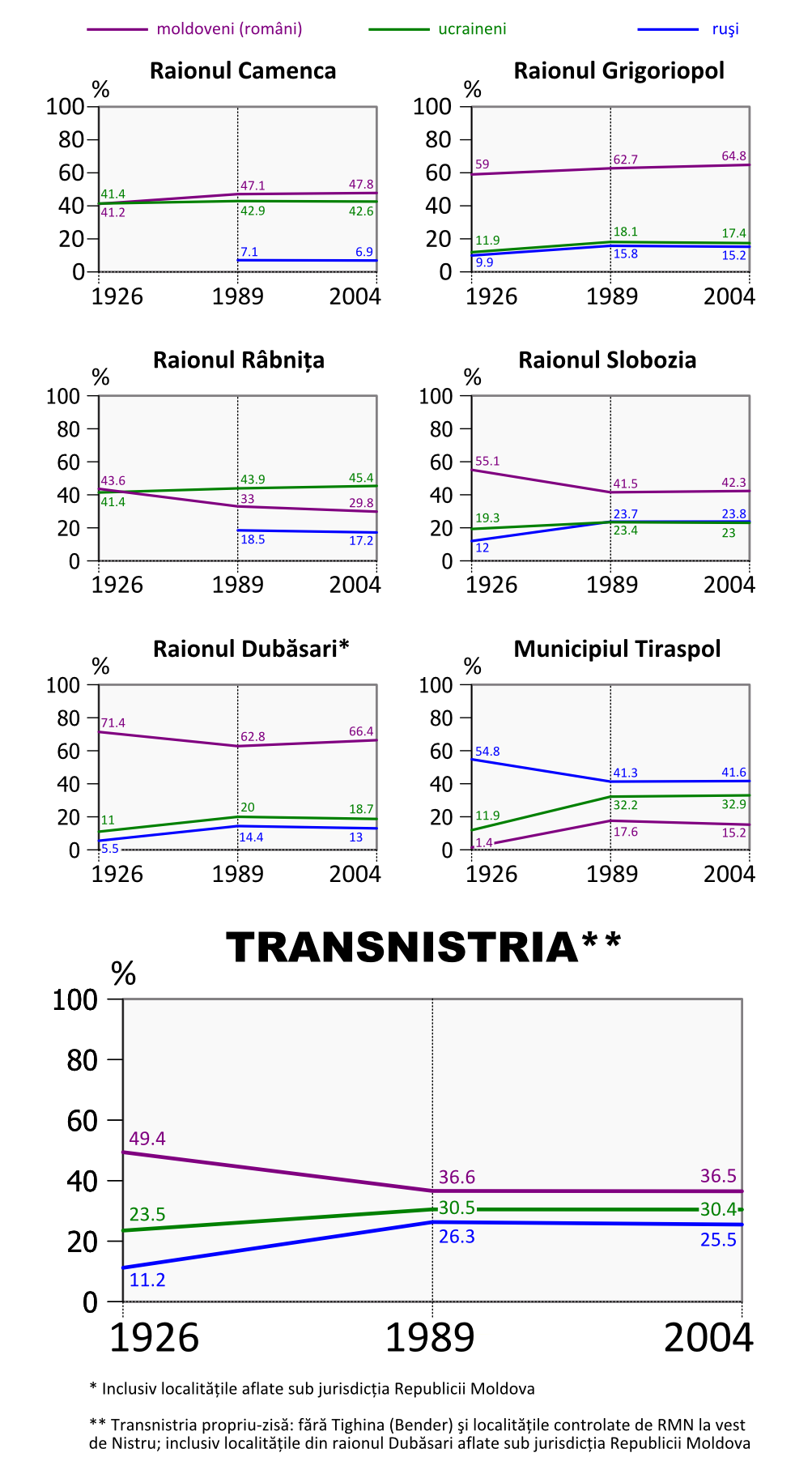
Graphiques montrant l'histoire démographique de la Transnistrie.

Les écoles de langue roumaine en Transnistrie sont soumises à des restrictions imposées par le gouvernement de Transnistrie, une région sécessionniste non reconnue de la Moldavie depuis 1992.

## Histoire
Les écoles de langue roumaine qui ont identifié leur langue comme moldave sont créées pour la première fois en Transnistrie après la formation en 1924 de la République socialiste soviétique autonome de Moldavie (RSSA de Moldavie), qui faisait partie de la République socialiste soviétique d'Ukraine (RSS d'Ukraine). En 1940, l'ancienne RSSA moldave est scindée ; 8 districts sont inclus dans la RSS d'Ukraine et 6 districts sont joints à une partie de la Bessarabie dans la nouvelle République socialiste soviétique de Moldavie (RSS de Moldavie). Dans la partie ukrainienne de l'ancienne RSSA moldave, les écoles de langue roumaine sont transformées en écoles de langue russe, mais dans les 6 districts qui sont restés dans la République socialiste soviétique de Moldavie, un réseau d'« écoles de langue moldave » est conservé.

## Situation après 1992
La loi linguistique moldave de 1989, qui a introduit l'écriture latine comme écriture officielle de la république de Moldavie, est boycottée par les autorités transnistriennes et toutes les écoles de langue roumaine de Transnistrie reçoivent l'ordre de conserver l'écriture cyrillique. Après la fin de la guerre de Transnistrie à la mi-1992, les écoles locales sont réglementées par le gouvernement de Transnistrie. Les écoles ayant choisi d'utiliser l'écriture latine en 1989 subissent la pression des autorités et la plupart sont contraintes de revenir à l'écriture cyrillique. Seules six écoles de langue roumaine identifiées comme telles sont autorisées à conserver l'écriture latine en Transnistrie.
Les tentatives d'augmenter le nombre d'écoles utilisant l'écriture latine se heurtent à une répression brutale. En 1996, le directeur de la seule école de langue roumaine de Slobozia, qui soutenait le souhait des parents de dispenser un enseignement en alphabet latin, est licencié et contraint de quitter la région. En 1999, une professeur de langue roumaine du Collège pédagogique Bender est licenciée pour avoir promu l'écriture latine dans l'établissement. Ce licenciement est précédé de menaces au téléphone et d'une agression dans l'immeuble où elle habitait. En septembre 1996, l'administration de Grigoriopol utilise des cosaques et des membres de la police pour arrêter l'activité d'une école de langue roumaine. Le 2 octobre 1996, trois enseignants sont arrêtés et emmenés à Tiraspol. Le 7 octobre 1996, à la suite d'une démarche du Président de la république de Moldova et de la mission de l'OSCE, les enseignants sont libérés.
Une autre tentative d'enseignement clandestin du roumain à Grigoriopol, dans une « école financée par la république moldave du Dniestr », échoue en 2002. Le personnel enseignant et les parents sont ouvertement vilipendés dans la presse locale comme des « ennemis de l'État ». Un par un, ils sont invités à se « reconsidérer », menacés de perdre leur emploi et le droit au logement correspondant. Les enfants et les enseignants sont contraints d'écrire des explications expliquant pourquoi ils utilisent l'alphabet latin et les responsables locaux visitent régulièrement les classes pour vérifier si les cours sont « correctement » dispensés. L'association parents-enseignants est abolie et son chef, Mihai Speian, est arrêté. L'école roumaine de Grigoriopol est forcée de déménager à Doroțcaia, un village contrôlé par Chișinău, et les enfants font la navette entre 10 et 15 km par jour pour aller à l'école.

## La crise de 2004
Au cours de l'été 2004, les autorités transnistriennes ferment quatre des six écoles de la région enseignant le roumain en caractères latins. Certains des 3 400 enfants inscrits sont touchés par cette mesure et les enseignants et les parents s'opposant aux fermetures sont temporairement arrêtés jusqu'à six heures. Pendant la crise, le gouvernement moldave décide de créer un blocus afin d'isoler la région contestée du reste du monde. Le blocus s'avère inefficace en raison d'un manque de coopération de l'Ukraine, dirigée à l'époque par Leonid Koutchma. La Transnistrie riposte par une série d'actions destinées à déstabiliser la situation économique de la Moldavie, notamment en coupant l'alimentation électrique des centrales électriques construites en Transnistrie à l'époque soviétique. En conséquence, cette crise génère des pannes de courant dans certaines parties de la Moldavie.
Elena Bomeshko, ministre de l'Éducation de Transnistrie, est une figure de proue du conflit. Selon elle et la « politique officielle transnistrienne » comme elle l'a dit, la langue est appelée « roumaine » lorsqu'elle est enseignée en écriture latine et appelée « moldave » lorsque l'écriture cyrillique est utilisée. La Transnistrie rejette les accusations de parti pris anti-roumain et défend sa préférence du cyrillique pour le roumain comme moyen de maintenir la langue d'origine, soulignant le fait que dès le Moyen Âge, les Bibles moldaves étaient toujours écrites en cyrillique. Alors que la langue roumaine utilise l'alphabet cyrillique pendant des siècles, il n'est plus utilisé en Roumanie. L'écriture cyrillique est encore utilisée dans certaines parties de la Moldavie, mais un seul journal (appartenant à l'État et aux autorités transnistriennes) imprime quelques centaines d'exemplaires en cyrillique.
Les écoles roumaines fermées sont rouvertes, après s'être enregistrées en tant qu'établissements privés auprès des autorités transnistriennes. La pression de l'Union européenne (une interdiction de voyager fut introduite pour 10 responsables de l'éducation transnistrienne) accéléra probablement le processus, mais elles disposent toujours le statut d'« écoles privées » et ne reçoivent par conséquent pas de financement du gouvernement transnistrien.
De nombreux enseignants et parents d'élèves qui étudient dans des écoles « moldaves » en écriture cyrillique ont contacté le comité moldave d'Helsinki pour les droits de l'homme afin de demander un soutien pour transformer l'enseignement en roumain (écriture latine), comme le font les études basées sur l'écriture cyrillique. Les programmes soviétiques n'ont aucune perspective et les enfants sont incapables de poursuivre des études supérieures où que ce soit. Le Haut Commissaire de l'OSCE pour les minorités nationales condamna les actions des autorités transnistriennes comme un « nettoyage linguistique ».

## Situation actuelle

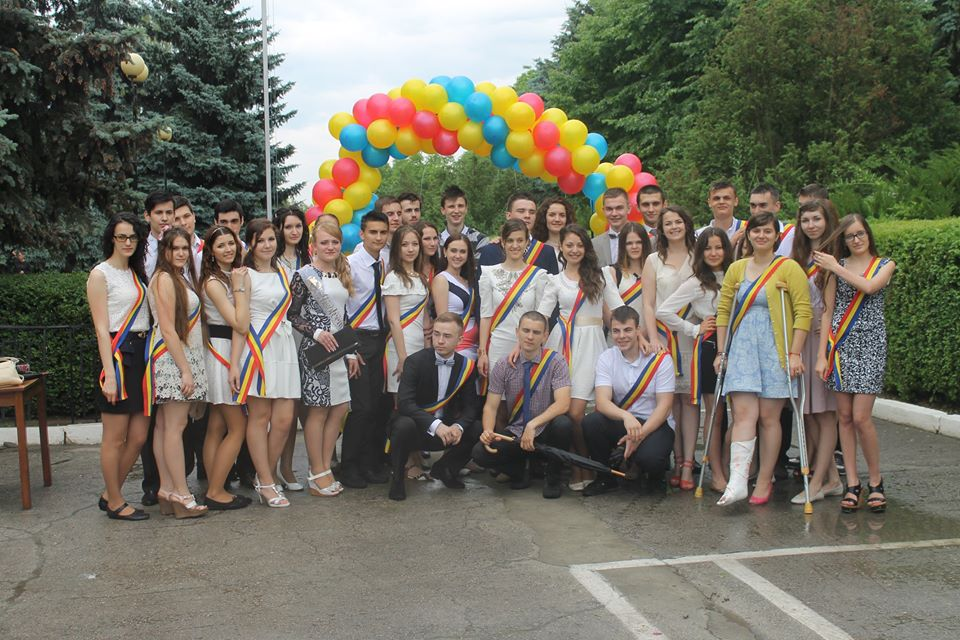
Les élèves du lycée Alexandru cel Bun de Bender célèbrent la fin de l'année scolaire en mai 2013.

Un rapport de l'OSCE de juin 2005 indique : « S'ils [les parents moldaves de Transnistrie] inscrivent leurs enfants dans l'une de ces écoles qui proposent un programme d'études moldave en écriture latine, ils risquent d'être menacés par le service de sécurité régional et de voir leur emploi supprimé ou en péril. Envoyer leurs enfants dans l'une des 33 écoles transnistriennes où ils enseignent dans leur langue maternelle en cyrillique n'est guère cependant une alternative attrayante, car les écoles suivent un programme dépassé et utilisent des manuels de la période soviétique ». C'est la raison pour laquelle de nombreux Moldaves de Transnistrie envoient leurs enfants dans des écoles de langue russe.
Les autorités transnistriennes ne reconnaissent pas les diplômes délivrés par les écoles moldaves utilisant l'alphabet latin, ce qui empêche les diplômés de ces écoles d'étudier dans les établissements d'enseignement supérieur transnistriens.

### Implication de la Cour européenne des droits de l'homme
En novembre 2006, la Cour européenne des droits de l'homme accepte d'examiner les plaintes présentées par trois écoles moldaves de Transnistrie (de Bender, Rîbnița et Grigoriopol) concernant la violation de leur droit à l'éducation et du droit de travailler dans des conditions de non-discrimination. Les trois écoles concernées considèrent la Russie et la Moldavie comme responsables de la violation de leurs droits. En juin 2009, la Cour tient des audiences sur trois affaires similaires : Caldare et 42 autres c. Moldova et Russie (no 8252/05), Catan et 27 autres c. Moldova et Russie (no 43370/04), Cervaschi et 98 autres c. Moldavie et Russie (no 18454/06). En 2010, la Cour décide que l'affaire est partiellement recevable. En 2012, la Cour estime que le droit à l'éducation des requérants avait été violé par la Russie, mais pas par la Moldavie.

### Pression sur les autorités transnistriennes
En novembre 2006, Louis O'Neill, chef de la mission de l'OSCE en Moldavie, exhorte les autorités locales de la ville transnistrienne de Rîbnița à restituer un bâtiment confisqué à l'école de langue roumaine située dans la ville. Le bâtiment est construit par le gouvernement moldave et est quasi terminé en 2004, lorsque la police transnistrienne l'a pris de force, pendant la crise scolaire.
En août 2021, le gouvernement de Transnistrie refuse d'enregistrer le lycée théorique Lucian Blaga à Tiraspol et le contraint à cesser ses activités pendant 3 mois, ce qui affectera l'année scolaire des élèves de l'école et constitue une violation de plusieurs articles de la convention sur les droits de l'enfant.

### Liste des écoles de langue roumaine actuelles en Transnistrie
Il y a huit écoles qui enseignent le roumain dans différentes localités de Transnistrie,,,:
- Lycée théorique Lucian Blaga (Liceul Teoretic Lucian Blaga), Tiraspol
- Lycée théorique Alexandru cel Bun (Liceul Teoretic Alexandru cel Bun), Cintreuse (Tighina)
- Lycée théorique Ștefan cel Mare și Sfânt (Liceul Teoretic Ștefan cel Mare și Sfânt), Grigoriopol
- Lycée théorique Mihai Eminescu (Liceul Teoretic Mihai Eminescu), Dubasari
- Lycée théorique d'Evrika (Liceul Teoretic Evrika), Rîbnița
- Établissement d'enseignement École de type internat pour enfants orphelins et enfants laissés sans protection parentale (Instituția de Învățămînt Școala de tip internat pentru copii orfani și copii rămași fără îngrijirea părinților), Cintreuse (Tighina)
- Gymnase Roghi (Gimnaziul Roghi), Rogi
- Gymnase de Corjova (Gimnaziul Corjova), Corjova

## Villages sans écoles de langue roumaine
Les villages suivants à majorité ethnique roumaine ou moldave ou à minorités importantes en Transnistrie n'ont pas d'école dans leur langue maternelle, :
- 3 villages avec une population 100% moldave avec uniquement des écoles de langue russe: Cuzmin (district de Camenca), Broșteni, Lenino (district de Rîbnița).
- 5 villages à majorité moldave avec uniquement des écoles de langue russe : Vadul Turcului, Sovetskoe, Mocra (district de Rîbnița), Comisarovca Nouă (district de Dubăsari), Gîrtop (district de Grigoriopol).
- 4 villages avec environ 50% de Moldaves avec uniquement des écoles de langue russe : Zozuliani (district de Rîbnița), Crasnoie, Glinoia (district de Slobozia), Protiagailovca (près de Tighina).
- 21 villages avec 100% de population moldave, sans aucune école : Frunzovca, Podoimița (district de Camenca), Vasilievca, Saraței, Vladimirovca, Zaporojeț, Besarabca, Jurca (district de Rîbnița), Goianul Nou, Vasilievca, Afanasievca, Alexandrovca Nouă, Bosca (district de Dubăsari), Pobeda, Kotovca, Bruslachi, Mocriachi, Marian, Crasnoe, Inde, Tocmazeia (district de Grigoriopol).
- 2 villages à majorité moldave sans aucune école : Butuciani (district de Rîbnița), Priozornoie (district de Slobozia).
- 12 villages avec une importante minorité moldave et uniquement des écoles de langue russe : Gidirim, Voroncău, Popenchi (district de Rîbnița), Doibani 2, Jerjinscoe (district de Dubăsari), Hlinaia, Șipca (district de Grigoriopol), Vladimirovca, Frunze, Pervomaisc, Cremenciug, Dnestrovsc (district de Slobozia).

#### Côté transnistrien
- Moldovan schools in Pridnestrovie

#### Côté moldave
- « The policy of linguistic cleansing in Transnistria » [archive du 15 janvier 2016] (603 KiB)
- Information about the situation of national schools form transnistrian region of Republic of Moldova